# Museu Mário Yamanouye
O Museu Mário Yamanouye situa-se em Ibaiti, na antiga residência do Mestre Linha da Rede Viação Paraná Santa Catarina.
Primeira construção em alvenaria na então cidade de Barra Bonita, hoje tombada como patrimônio histórico do município, já foi câmara de vereadores e está sendo preparada para guardar o acervo da cidade e região.
O nome escolhido é uma homenagem a um cidadão ilustre de Ibaiti.